# 阿伯丁郡
阿伯丁郡（英語：Aberdeenshire）位於蘇格蘭東北部，氣候嚴寒。現時的阿伯丁郡地界還包括了過去的其他兩個郡。雖然郡議會位於亞伯丁市內，但其範圍不包括亞伯丁市，是蘇格蘭唯一議會不在境內的行政單位。該郡面積6,313平方公里，人口257,740（2013年）。阿伯丁郡與慕禮、高地、珀斯和金羅斯、安格斯四個行政區相鄰。